# マブタシマアジ属
マブタシマアジ属(Alepes)は、アジ科に属し熱帯の海に住む現存5種を含む属である。体は楕円形で、インド洋と西太平洋の沿岸域でみられる。

## 分類
マブタシマアジ属には、現存の5種と絶滅した1種が含まれ、スズキ目スズキ亜目アジ科に属している。また近年の分子系統学の研究の結果本属はアジ亜科に属するとされた。多くの研究によって本属がマアジ属(Trachurus)、メアジ属(Selar)、ムロアジ属(Decapterus)の祖先であり、ギンガメアジ属(Caranx)などのアジ亜科のより大型の魚にも近縁であることが示唆されている。
マブタシマアジ属はイギリスの博物学者、ウィリアム・スウェインソンによって1839年に作られた。本属は当初は彼が記載した新種Trachinus melanopteraを収容するために作られたTrachinus属の亜属として提唱されたものであった。しかし、Trachinusという名はトラキヌス科（スズキ目ワニギス亜目）に含まれる属名として既に使われていたため無効となった。そのため本属に移動されたA. melanopteraが本属のタイプ種となった。現在本属に属している他の種はいずれも直接本属に分類されたのではなく、他の、しばしば遠縁の属から移動されたものである。これらの種の多くは多数の後行シノニムをもつ。属名のAlepesはギリシャ語で「鱗の無い」という意味の単語、"alepis"に由来する。
1種の化石種Alepes pin(Bannikov, 1985)が本属に分類されている。この種はクリミア州東部の中新世の地層から発見された。この地域はかつてヨーロッパまで広がっていたインド洋の一部であった。

## 種
現存種では、以下の5種が本属に分類されている。
- Alepes apercna(E. M. Grant, 1987) (Smallmouth scad)
- Alepes djedaba (Forsskål, 1775) (Shrimp scad) クロボシヒラアジ
- Alepes kleinii(Bloch, 1793) (Razorbelly scad) ミヤカミヒラアジ
- Alepes melanoptera(Swainson, 1839 (Blackfin scad)
- Alepes vari(G. Cuvier, 1833) (Herring scad) マブタシマアジ

## 形態と生態

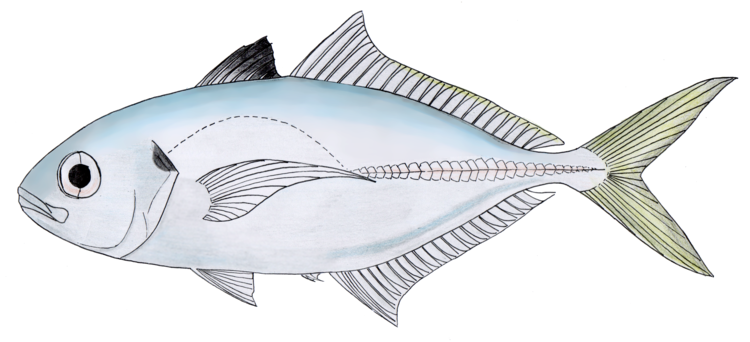
タイプ種のAlepes melanoptera
（英名:Blackfin scad）

マブタシマアジ属に属する種は全て比較的小さな種であり、最大種はマブタシマアジ(A.vari)でその最大体長は56cmである。その他の種は20cm以下の個体がみられることが多い。各種は扁平な卵型から楕円形の体型をしており、各ヒレの位置は他のアジ科の魚と類似している。各種は2枚の背鰭をもち、第一背鰭は棘から成り第二背鰭は1本の棘に続いて多数の軟条がある。臀鰭（尻びれ）は、離れて存在する2本の棘と、1本の棘と多数の軟条から成る中心部分から成る。側線は一部でカーブを描き、直線部にはアジ亜科に独特の鱗である稜鱗がみられる。体色は各種背部は緑から灰青色で、腹部に行くほど銀色となる。ミヤカミヒラアジ (A.kleinii)のみが体側面に縞をもつ。
マブタシマアジ属の種はすべて肉食魚で、甲殻類や小魚を捕食する。ほとんどの種で、繁殖については研究が進んでいない。しかし、ミヤカミヒラアジについては数か月の産卵期の間に1回、透明で海中を漂う卵を産卵することが分かっている。

## 分布
マブタシマアジ属の各種はインド洋と太平洋西部の熱帯、亜熱帯域に生息する。生息域にはインド・アジア・インドネシアの沿岸域を含み、南は南アフリカやオーストラリア北部、北は日本まで広がっている。ミヤカミヒラアジとクロボシヒラアジ(A. djedaba)の二種は紅海に生息し、スエズ運河を通って地中海にも生息域を伸ばしていることが知られている。
日本においては、マブタシマアジ、クロボシヒラアジ、ミヤカミヒラアジの三種が分布することが確認されている。

## 人間との関係

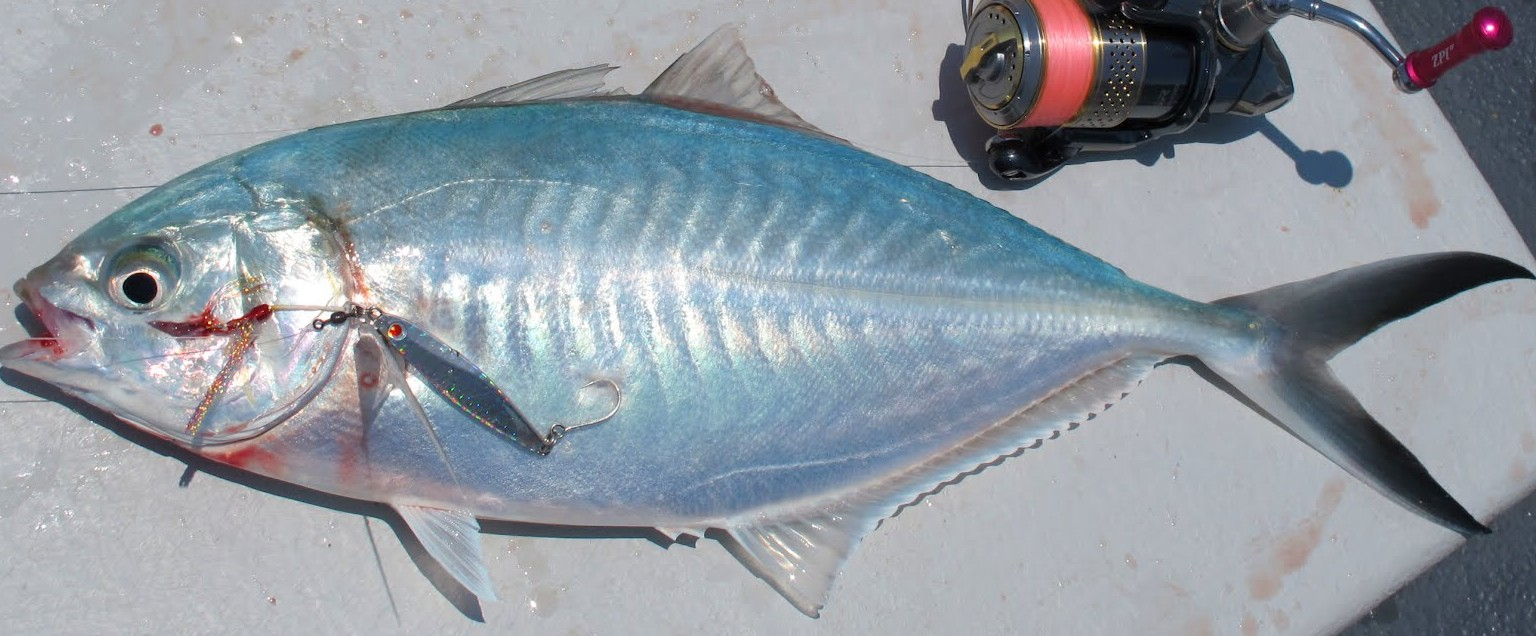
釣り上げられたマブタシマアジ

マブタシマアジ属の各種は大きな商業的価値はもたない。しかし、ミヤカミヒラアジはインドにおいて、集中的な研究をするのに足る多量の漁獲がある。それぞれの種はトロール漁をはじめ様々な漁法によって漁獲される。肉は美味であり、本属のいくつかの種が干物や塩漬け、あるいは鮮魚として販売される地域もある。釣りの主対象となることはまれだが、釣り餌に用いるため狙われたり、混獲されることがある。